# Уильям де Варенн, 5-й граф Суррей
Уильям де Варенн (англ. William de Warenne; 1166 — 27 мая 1240, Лондон) — 5-й граф Суррей. Сын Гамелина Анжуйского, графа Суррея, и Изабеллы де Варенн, 4-й графини Суррей, дочери и наследницы Вильгельма, 3-го графа Суррея.

## Биография
Уильям происходил из побочной ветви дома Плантагенетов, получившей посредством брака графство Суррей. Будучи двоюродным братом короля Иоанна (Джона) Безземельного, Уильям 27 мая 1199 года присутствовал на его коронации.
При жизни отца Уильям получил поместье Апплеби в северном Линкольншире, а после смерти отца в 1202 году унаследовал графство Сурей. В том же году Уильям упоминается как лейтенант в Гаскони.
После того, как Англия потеряла Нормандию, конфискованную в 1204 году королём Франции Филиппом II Августом, Уильям потерял свои владения на материке. В качестве компенсации король Джон передал Уильяму Грэнтэм и Стамфорд.
В отличие от многих других английских баронов, Уильям остался верен королю во время баронского восстания, начавшегося в 1215 году против короля, призвавших на английский трон французского принца Людовика. Уильям указан в числе тех советников, которые порекомендовали королю принять Великую хартию вольностей. После смерти короля он в марте 1217 года поддержал малолетнего короля Генриха III.
В 1203—1208 и 1213—1226 годах Уильям был шерифом Уилтшира, а в 1204—1206 и 1214 годах был Лордом-охранителем Пяти портов.
Уильям умер 27 мая 1240 года в Лондоне. Ему наследовал единственный сын Джон.

## Браки и дети
1-я жена: Матильда д’Обиньи (умерла в 1216), дочь Вильгельма д’Обиньи, графа Арундела. Детей от этого брака не было.
2-я жена: Мод Маршал (умерла в 1248), дочь Уильяма Маршала, 1-го графа Пембрука, вдова Хью Биго, 3-го графа Норфолка. Дети:
- Джон (1231—1304), 6-й граф Суррей с 1240;
- Изабелла (умерла до 1282); муж: с 1234 Хью д'Обиньи (умер в 1243), граф Арундел.